# Pedro Lourenço
Pedro Lourenço é um estilista brasileiro. Apresentou uma coleção no Paris Fashion Week em 2010 aos 19 anos de idade. Assinou sua primeira coleção com apenas 12 anos de idade, em 2003. O adolescente fez sua estreia profissional no mundo da moda criando da Carlota Joakina, a segunda marca de Glória Coelho, sua mãe.

## Biografia
Pedro Lourenço é fruto do casamento da estilista Glória Coelho com o também estilista Reinaldo Lourenço. Na edição de inverno 2005 do São Paulo Fashion Week, Pedro Lourenço lançou oficialmente a sua grife, que leva o seu nome. Mesmo com o sucesso alcançado em sete coleções (desde quando começou a desenhar para a Carlota Joakin), Pedro Lourenço tinha resolvido abandonar a carreira, fazendo um desfile de despedida na 21ª edição do São Paulo Fashion Week em julho de 2006.
Aos dezesseis anos, o jovem estilista se afastou do processo criativo e planejava concluir os estudos no ensino médio, estudar francês e, na sequência, cursar faculdade de História da Arte, na França.
Em maio de 2014, Pedro Lourenço fez uma parceria com a rede de cosméticos M.A.C.
Pedro fez sua grande reestreia nas passarelas do São Paulo Fashion Week em março de 2014.